# John Geddes (tävlingscyklist)
John Reuben Geddes, född 13 augusti 1936 i Liverpool, är en brittisk före detta tävlingscyklist.
Geddes blev olympisk silvermedaljör i lagförföljelse vid sommarspelen 1956 i Melbourne.